# Bracon ruficoxis
Bracon ruficoxis är en stekelart som beskrevs av Szepligeti 1896. Bracon ruficoxis ingår i släktet Bracon och familjen bracksteklar. Inga underarter finns listade.